# Major Force
Major Force (Clifford Zemck) è un personaggio dei fumetti DC Comics. È un supercriminale dell'Universo DC, che comparve per la prima volta in Captain Atom (vol. 3) n. 12 (febbraio 1988).

## Biografia del personaggio

### Inizi
Major Force è un prodotto dello stesso progetto federale che creò il potente Capitan Atom durante la Guerra del Vietnam. Il governo, in un progetto guidato dal Wade Eiling e dallo scienziato Megala, che sperimentarono con gli effetti dell'energia atomica sul metallo alieno che presero da una nave spaziale che si schiantò sulla Terra al fine di determinare le sue piene abilità protettive; come la protezione di un essere umano dai raggi nucleari. Dopo la scomparsa di Nathaniel Adam e del precedente fallimento sul Progetto Capitan Atom, il governo riprese il progetto con un nuovo soggetto, Clifford Zmeck, e incrementò la quantità di metallo utilizzato (Captain Atom n. 36; dicembre 1989). Mentre nello USAF, Zmeck fu messo in carcere in una prigione di massima sicurezza con l'accusa di stupro e di assassinio e condannato all'ergastolo. Gli fu offerto l'indulto in cambio della sua partecipazione ad un esperimento governativo ad alto rischio. Il risultato fu lo stesso avvenuto con il Progetto Capitan Atom e Zmeck scomparve nel Campo Quantico, emergendo un anno dopo il ritorno di Nathaniel Adam. Questa volta, il governo si preparò ed impiantò dei micro esplosivi sotto il metallo mentre era ancora malleabile, al fine di controllare Zmeck nel caso che diventasse malvagio. Durante una missione, un operatore del governo (che era in realtà il figlio della donna da lui assassinata) attivò uno di questi esplosivi, amputando una delle mani di Zmeck. Introdotto come un alleato, e poi successore, di Capitan Atom, la brutalità di Force tradì il suo futuro di aiuto al governo e di supereroe, cosa che lo portò in costante conflitto proprio con Capitan Atom. Major Force divenne quindi l'arci nemico di Capitan Atom. Infine, fu assunto per gli scopi del Generale Eiling.

### Crimine e punizione
In Green Lantern vol. 3 n. 54 (agosto 1994), Major Force uccise Alexandra "Alex" DeWitt, la ragazza della Lanterna Verde Kyle Rayner, e gettò senza rispetto le sue spoglie nel suo frigorifero così che Kyle potesse trovarla. Rayner torturò Major Force dopo il loro combattimento, ma fu fermato dalle forze dell'Unità Speciale dei Grandi Crimini del Dipartimento di Polizia di Los Angeles. La scomparsa di Alex ispirò la scrittrice Gail Simone a creare il sito web Women in Refrigerators, che di conseguenza coniò il termine dello stesso nome.
In Guy Gardner: Warrior n. 43 (giugno 1996), Force uccise Arisia, una ex Lanterna Verde e cara amica di Guy Gardner. Force si scontrò con lei a Kyoto in Giappone, e sembrò essere ucciso da Gardner in segno di vendetta. In realtà, Force è fatto di energia e non di materia. Non può morire e ha acquisito effettivamente l'immortalità.
In Superman/Batman n. 3 e n. 4 (dicembre 2003 e gennaio 2004), Force fu parte di una Task Force governativa guidata dal potentissimo Capitan Atom, insieme alla Lanterna Verde John Stewart, Power Girl della Justice Society of America, Starfire dei Teen Titans, la supereroina giapponese Katana e il supereroe ritirato Black Lightning. Fu messo in coppia con Capitan Atom dal Presidente Luthor al fine di portare Superman in carcere nel frattempo dell'imminente minaccia di un meteorite fatto di kryptonite diretto verso la Terra. Superman e Batman riuscirono a sfuggirgli in Washington, ma li rincontrarono di nuovo a Tokyo. Power Girl e Katana rivelarono ai due eroi che in realtà furono dalla loro parte per tutto il tempo. Quando Capitan Atom e la sua squadra li inseguirono a Tokyo, Power Girl colpì Major Force. Quando lui tentò di reagire, Katana gli tagliò la testa di netto, facendo fuori uscire tutta l'energia atomica al suo interno. Batman convinse Capitan Atom ad assorbire l'energia scaturente da Major Force, che minacciava di decimare la grande città giapponese. Capitan Atom assorbì quest'energia e scomparve, finendo numerosi anni nel futuro a causa di un salto quantico.
Come indicato in Superman/Batman n. 25, una copia della mente di Major Force, i suoi pensieri, la sua rabbia, si mischiarono con l'essenza del nuovo Uomo di Kryptonite.
In un numero di Guy Gardner, Major Force sembrò aver ucciso la madre di Guy Gardner nello stesso modo in cui uccise la ragazza di Kyle Rayner. Dopo un po' di confusione, si scoprì che Force uccise un vicino che stava in casa. In Green Lantern vol. 3 n. 180 (ottobre 2004), Force sembrò aver decapitato Maura Rayner, la madre di Kyle, e ficcò la sua testa nel forno. Poi disse che in realtà era solo un manichino. Kyle scattò e decapitò Force (la cui testa stava ancora parlando), e la sigillò in una bolla di energia verde e la gettò nello spazio (successivamente, Kyle seppe che sua madre era in realtà viva e vegeta).

## "Un Anno Dopo"
Major Force ricomparve nel nuovo fumetto Battle for Blüdhaven, una serie messa in moto un anno dopo gli eventi di Crisi infinita, come comandante sul campo del progetto S.H.A.D.E. Nel n. 5, strappò il braccio destro di un eroe governativo chiamato Major Victory, e lo picchiò con quello (Major Victory ricomparve poi nel n. 7). Poi ebbe uno scontro con Hal Jordan, poiché Major Force si dedicò all'uccisione di tutte le Lanterne Verdi a vista dopo il suo ultimo incontro con Kyle Rayner. Jordan personalmente volle mettere un fermo alla furia omicida di Major Force, in quanto seppe degli assassinii di Alex DeWitt e di Arisia, e inviò Force in un frigorifero di luce solida in un modo simile a come fu inserito il corpo di Alex DeWitt, durante la battaglia. Tuttavia, Capitan Atom fu resuscitato dagli Atomic Knights nel n. 6 (come Monarch), e la furia di Force fu immediatamente portata alla fine quando Atom lo prosciugò della sua energia, lasciando di lui solo il guscio. Il cadavere di Force fu visto infine cadere nel caos lasciato dal dispendio di energia di Atomo.
La sua immagine ricomparve nella serie Ion come rappresentazione della paura di Kyle Rayner.

### "La notte più profonda"
Il corpo di Major Force fu tenuto in una cripta di sicurezza sotto la Sala della Giustizia della Justice League of America in Washington, durante La notte più profonda n. 1.
Stranamente, Major Force fu visto vivo e in salute insieme ad una banda di criminali inclusi Eclipso e Dottor Polaris, e molti altri, durante Justice Society of America n. 29. Fu anche visto nelle pagine di Action Comics n. 882, come parte del progetto governativo 7734, nel tentativo di catturare il malvagio Capitan Atomo, che ritornò alla sua ex identità.

## Poteri e abilità
Major Force è ricoperto della stessa lega metallica aliena Dilustel che ricopre anche Capitan Atom. Come risultato, può avere accesso al Campo Quantico e utilizza la sua energia per una varietà di poteri. Tuttavia, le sue abilità vanno da uno spettro diverso di campo che gli conferisce dei poteri simili ma comunque diversi da quelli di Capitan Atomo, a parte la super forza e la resistenza. Questo, si teorizza, sia il risultato dovuto alla concentrazione maggiore di metallo utilizzato nel Progetto Major Force, la quantità doppia, e facendo detonare un differente tipo di bombe.
Quando debuttò, Major Force sembrò controllare la materia nello stesso modo in cui Capitan Atom controlla l'energia. Quindi, può lanciare raggi energetici di materia nera dalle mani. Può manipolare tale materia in varie forme e quantità. Utilizzò questa abilità per creare una mano e rimpiazzare quella che gli fu amputata dall'impianto esplosivo sotto la sua pelle. Non possiede l'abilità di volare, ma piuttosto salta grandi distanze o viaggia su delle rampe fatte di materia nera.

## Altre versioni
- Major Force ha una controparte sulla Terra dell'universo anti-materiale chiamato Q-Ranger, che è un membro della Justice Underground.

## Altri media
Major Force comparve nel film animato Superman/Batman: Public Enemies. Il suo ruolo nel film è molto simile a quello che ricopre nel fumetto, con la differenza che uccise Metallo al fine di incastrare Superman. Si pensa che fosse a conoscenza del piano di conquista planetaria di Lex Luthor e che mantenne deliberatamente il segreto in cambio del permesso da parte di questo di uccidere Metallo (cosa che poi Batman farà notare). Alla fine, venne ucciso quando Capitan Atom riuscì ad assorbire tutta la radiazione che fuori usciva da un buco nel suo costume di contenimento, che avrebbe altrimenti distrutto l'intera città di Metropolis. Nel film vola, cosa che invece nei fumetti non fa.